# Månafossen
Månafossen er et vandfald i Gjesdal kommune i Rogaland, Norge. Det er 92 m højt og ligger på floden Månaåna, omkring 6 km øst for slutningen af Frafjorden hvor landsbyen Frafjord ligger. Vandfaldet ligger temmelig isoleret. Der er parkeringspladser tæt på, med en stejl sti op til bjergsiden.

## Galleri
- Månafossen
- Månafossen set fra jorden
- Vand fra Månafossen